# Декларация прав народов России
Деклара́ция прав народов России  — один из первых документов Советской власти, принятый Советом народных комиссаров 2 (15) ноября 1917 год. Была подписана председателем СНК В. Лениным и народным комиссаром по делам национальностей И. Сталиным.
В Декларации были провозглашены четыре основных принципа национальной политики:
1. равенство и суверенность народов России;
2. право народов России на свободное самоопределение вплоть до отделения и образования самостоятельного государства;
3. отмена всех и всяких национальных и национально-религиозных привилегий и ограничений;
4. свободное развитие национальных меньшинств и этнографических групп, населяющих территорию России.

В соответствии с декларацией советское правительство признало независимость Финляндии (18(31).12.1917) и образование на территории бывшей Российской империи независимых от РСФСР советских республик (позднее вошли в состав СССР) и автономных республик в составе РСФСР:  Автономную Терскую Советскую Республику (17.3.1918 ), Автономную Туркестанскую Советскую Республику (30.4.1918), а также создало национально-государственные образования в рамках РСФСР: Трудовую коммуну немцев Поволжья (19.10.1918), Автономную Советскую Башкирскую Республику (20.3.1919), Автономную Татарскую Социалистическую Советскую Республику (27.5.1920), Карельскую трудовую коммуну (8.6.1920), Чувашскую автономную область (24.6.1920) и другие. 